# Краљ Никола: Цар јунака
Краљ Никола: Цар јунака јесте библиофилска историографска монографија мр Душана М. Бапца, објављена 2020. године. Представља луксузно опремљену и богато илустровану монографију посвећену Николи I Петровићу Његошу, књазу (1860–1910) и краљу Црне Горе (1910–1918).

## Аутор
Душан М. Бабац (1969) је српски магистар геолошких наука, хералдичар, публициста, члан крунског већа Александра Карађорђевића и директор Фонда Краљевски двор. Његов отац је филмски теоретичар и редитељ Марко Бабац, а деда је био пешадијски мајор Југословенске војске и помоћник команданта београдских корпуса ЈВуО током Другог светског рата генералштабног мајора Жарка Тодоровића Валтера. Један је од водећих српских војних публициста и аутор је неколико десетина монографија из српске војне историје, од којих је највећи део објавио Медија центра Одбрана Министарства одбране Републике Србије.

## Опис
Књига представља прву свеобухватну биографију црногорског књаза и краља Николи I Петровићу Његошу, који је владао Црном Гором од 1860. до 1918. године. Садржи неколико стотина фотографија, од којих је највећи део објављен први пут управо у овој књизи.

## Серијал
Књига представља једну у низу монографија из серијала о нововековним српским владарима, које Душан М. Бабац годинама приређује. Поред књиге о краљу Николи, ту су и монографије Петар I - краљ Ослободилац (књига), Александар I - витешки краљ и мемоари Петра II Карађорђевића Мој живот.